# الخلع المحيطي
الخلع المحيطي(perilunate disclocation)( PLD ) هو نوع من خلع الرسغ حيث يبقى الهلال في وضعه الطبيعي.  تشمل الأعراض العامة على ألم المعصم و التورم و قلة الحركة.   و غير واضع ما إذا كان المعصم يبدو غير طبيعي أم لا.  قد يكون الخلع المحيطي مرتبطًا بكسر الزورقي.  قد تشمل المضاعفات متلازمة الحيز، أو إصابة العصب المتوسط، أو الإضرار بتدفق الدم. 
السبب الكامن وراء الإصابة بالخلع المذكور ينطوي عموما على صدمة كبيرة، مع الانحناء الخلفي للمعصم.  قد يشمل ذلك السقوط أو اصطدام السيارة أو الإصابات الرياضية.  أما التشخيص فيتم عادة عن طريق الأشعة السينية.  تشمل الأنواع الخلع المحاط بالزورقي (60%)؛ الخلع المحيطي الإبري عبر شعاعي. و عبر العظم الزورقي عبر الرأس حول العظم الهلالي. 
لعلاج الحالة عمومًا يجب إجراء عملية جراحية لتصغير المفاصل و إصلاح الأربطة أيضا.  على الرغم من ذلك، يمكن إجراء عملية رد يليها التجبير قبل الجراحة النهائية.  تجدر الإشارة إلى أنه بالنسبة لأولئك الذين يعالجون بسرعة، تكون النتائج الجيدة معقولة بشكل عام؛ و إلا يمكن أن يؤدي إهمال الحالة إلى هشاشة العظام و التي قد تسبب الإعاقة لاحقا.   أما إذا غاب التشخيص فالنتائج تكون سيئة أكثر.
يعتبر الخلع المحيطي غير شائع، إذ يشكل أقل من 10% من إصابات المعصم.   و يبقى الشباب هم الأكثر عرضة للإصابة.  تم وصفه لأول مرة في عام 1855 من قبل جوزيف فرانسوا مالجين. 